# Gabriel-Sébastien Simonet
Pour les articles homonymes, voir Sébastien et Simonet.
 (juin 2014).
Gabriel-Sébastien Simonet, dit Sébastien est un céramiste, peintre, sculpteur et photographe français né le 28 mars 1909 dans le 12e arrondissement de Paris et mort le 2 juillet 1990 dans le 13e arrondissement de Paris.
Il est sorti premier de l'école Boulle, ex æquo avec Maxime Old, en 1928. 

## Biographie
Il se dirige d’abord vers la décoration et se passionne pour la photographie. Il peint ses premiers tableaux à Pornic, Paris, Le Pouldu. Il réalise ses premières sculptures dans la vallée de l'Ourika (Atlas (massif) au Maroc), dans un village de potiers. Replié à Vallauris après la démobilisation en 1940, il s’adonne surtout à la céramique. Un critique l’appelle « le magicien de la terre de Vallauris ».
Lauréat de la Fondation américaine Florence Blumenthal en 1936, il présente à l’exposition internationale de Paris, en 1937, une quarantaine d’œuvres qu'André Gide qualifie de mystico-sensuelles[réf. nécessaire]. Il participe aux expositions internationales de New York et de San Francisco en 1939, ainsi qu’à la Triennale de Milan où il obtient une médaille d’or. 
En 1955 Sébastien réalise la sculpture en terre cuite sur laquelle est apposée la Palme d'or que Lucienne Lazon a créée pour le Festival de Cannes.
Il reçoit de nombreuses récompenses comme deux diplômes d’honneur à Florence en 1953 et 1955, une médaille d’argent à l’Exposition universelle de Bruxelles en 1958, une médaille d’honneur du Mérite civique en 1963, un diplôme d’honneur à Vallauris en 1966, une médaille d’honneur au Salon de la Marine en 1968, une médaille d’or des Arts-Sciences-Lettres en 1970.
Il a participé à différents salons : l’Imagerie, Les Tuileries, l’Art sacré, la Marine... Il fut aussi sociétaire du Salon d’Automne, du Salon des Artistes décorateurs, du Salon des Indépendants, du Cercle des Gobelins et des Beaux-Arts de Paris.
En juin 1993 est inauguré un Centre d'art Sébastien à Saint-Cyr-sur-Mer dans le Var avec un legs de 182 œuvres souhaité par l'artiste.

## Œuvres
Des œuvres de Sébastien se trouvent dans les collections publiques françaises suivantes :
- Musée des arts décoratifs de Paris,
- Musée de Pont-Aven,
- Musée de la Marine de Paris,
- Musée des Années 1930 de Boulogne-Billancourt,
- Centre d'art Sébastien à Saint Cyr sur Mer
- Musée Magnelli, Musée de la Céramique de Vallauris
- La Piscine (musée) – Musée d’Art et d’Industrie André Diligent de Roubaix,
- Mémorial- Musée Jean Moulin de Paris,
- Centre Jeanne d’Arc à Orléans,
- Musée départemental de l’Oise à Beauvais,
- Musée des Beaux Arts de Bordeaux [liste non exhaustive][5]
  - Le marchand de sortilèges (1931), crayon et aquarelle sur papier collé sur papier[6]
  - Le marchand de soupe (1931), crayon et aquarelle sur papier collé sur papier[7]
  - L'arbre aux chèvres (1931), crayon et aquarelle sur papier[8]
  - Trois amis et un lézard (1931), crayon et aquarelle sur papier[9]
- Musée d’Art moderne de Troyes
- Fonds National d’Art contemporain – Puteaux